# بلغة (محافظة الحناكية)
بلغة، قرية من قرى محافظة الحناكية في منطقة المدينة المنورة في السعودية، تقع شرق المدينة المنورة بمسافة تقارب (210) كلم.

## التاريخ
بلغة بئر ماؤه عذب في عالية نجد في آخر الحدود الإدارية للقصيم مع المدينة المنورة، تقع إلى الجنوب من النقرة بحوالي 40 كلم، بقربها جبال مشهورة مثل جبل عاج وجبل ماوان وجبل أريك وجبل راكس، وهي تقع في وادٍ يقال له وادي رغوه الذي ينتهي سيله إلى وادي ساحوق، نزلها البدارين من بني عمرو من قبيلة حرب عام 1375هـ، وتضم بلغة عدداً من الدوائر الحكومية قريبة منها آثار عمارة واضحة مثل الأرحية الكبير وبقايا الزجاج الملون، والفخار، وأثار التعدين - خاصة قرب جبل يقع شمالها يسمى (أم زرايب) وآميرها بندر بن نايف بن راجح.

## منجم بلغة
منجم بلغة هو منجم تعدين مكشوف، بدأ إنتاجه في عام 2003م يقع في منطقة المدينة المنورة بالقرب من بلغة يقع منجم بلغة على بعد 70 كم إلى الجنوب الغربي من منجم الصخيبرات.ويبعد عن المدينة المنورة حوالي 210 كم.

## السكان
يبلغ عدد سكان بلغة حوالي 3.600 وسكانها البدارين من بني عمرو من قبيلة حرب.

## المعالم الطبيعية
تعتبر الاودية والشعاب من أهم المعالم فيها وجبل ماوان وجبل أريك وجبل عاج ووادي رغوة.

## الموقع الجغرافي
وتقع شرق منطقة المدينة المنورة وتبعد 210 كم. وتبعد عن محافظة الحناكية 130 كم وهي تابعة لمحافظة الحناكية.

## المناخ
تتميز مناطق المدينة المنورة بمناخ جاف، إذ يسود بها المناخ الصحراوي، والذي يتميز بالجفاف وقلة سقوط الأمطار، و درجات الحرارة عالية تتراوح بين 30° و45° مئوية في فصل الصيف،[55] أما في فصل الشتاء فيكون الجو ممطراً، ويكثر هطول المطر.